# 九十九魁
九十九 魁（つくも かい）は、日本の官能小説家。株式会社フランス書院が2017年に主催した第20回フランス書院文庫官能大賞において新人賞を受賞しデビュー。

## 人物
官能小説家としてのデビューは、2018年5月の『悪魔の杜【未亡人と人妻】』である。同作品は第20回フランス書院文庫官能大賞において新人賞に選定された『倶楽部マスクナイト』が改稿されたものである。

## 著書
- 悪魔の杜【未亡人と人妻】（2018年5月、フランス書院）